# 도널드 듀어

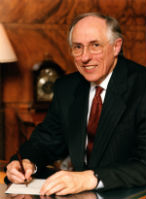
도널드 듀어

도널드 캠벨 듀어 (Donald Campbell Dewar, 1937년 8월 21일 ~ 2000년 10월 11일)는 스코틀랜드의 정치인으로 1999년부터 2000년 사망할 때까지 스코틀랜드의 초대 총리이자 스코틀랜드 노동당의 당수를 역임했다. 그는 1997년부터 1999년까지 스코틀랜드의 국무장관을 역임했다. 그는 1978년부터 2000년까지 Glasgow Anniesland (구 Glasgow Garscadden)의 국회의원 (MP)이었다.
글래스고에서 태어난 듀어는 글래스고 대학교에서 역사를 공부하고 나중에는 법학을 전공했다. 정치에 입문하기 전에는 글래스고에서 변호사로 일했다. 28세의 나이에 그는 1966년부터 1970 년까지 Aberdeen South를 대표 하는 영국 하원의원으로 선출되었다. 자리를 잃은 후 그는 법으로 복귀했으며 라디오 클라이드(Radio Clyde)에서 금요일 저녁 토크쇼를 진행하기도 했다. 듀어는 1978년 Glasgow Garscadden 보궐선거에서 재선 되었고 2000년 사망할 때까지 하원의원을 지냈다. 1997년 노동당의 압도적인 승리에 이어 그는 토니 블레어 총리에 의해 스코틀랜드 국무장관으로 임명되었다. 스코틀랜드 비서로서 그는 스코틀랜드 이양의 옹호자였으며,  1997년 스코틀랜드 이양 국민 투표에서 스코틀랜드 의회에 찬성 운동을 했다. 성공적인 캠페인 후, 듀어는 스코틀랜드 법 1998 을 만드는 데 일했다.
듀어는 첫 스코틀랜드 의회 선거를 통해 노동당 캠페인을 이끌었고 Glasgow Anniesland 의 스코틀랜드 의회 (MSP) 의원으로 선출되었다. 1999년 5월 7일에 그는 스코틀랜드 노동당의 지도자가 되었고, 스코틀랜드 자유민주당과의 연합 회담을 이끌었다. 성공적인 회담 후 노동당-자유민주당 연정이 발표되었다. 듀어는 1999년 5월 13일 의회의 투표에 의해 첫 번째 장관으로 선출되었으며 첫 번째 스코틀랜드 행정부 내각을 구성했다.
2000년 10월 10일 듀어는 낙상을 입었고 다음 날 63세의 나이에 여전히 재직 중 뇌출혈로 사망했다. 짐 월러스(Jim Wallace) 부총리 겸 제1장관이 헨리 맥리시(Henry McLeish) 가 듀어의 후임자로 발표될 때까지 제1장관 대행을 맡았다. 종종 국가의 아버지로 간주되는 듀어는 스코틀랜드 의회의 재건에 대한 그의 노력과 헌신으로 유명하며 스코틀랜드의 초대 총리이다.